# The A Team
The A Team är en låt framförd av den engelska artisten Ed Sheeran. Singeln finns med på Sheerans andra album +. "The a team" är en av de låtar som har varit bäst på att stanna på toppen på både den engelska topplistan och de andra ute i Europa.[källa behövs] Den bästa placeringen den fått på Sveriges topplista är 31:a plats.